# Endoderma (botanika)
Endoderma, śródskórnia – tkanka pochodzenia miękiszowego, najbardziej wewnętrzna warstwa kory pierwotnej, otaczająca walec osiowy. W łodydze występuje najczęściej jako tzw. pochwa skrobiowa, natomiast w korzeniu pełni funkcję ochronną dla walca osiowego. 

## Budowa i funkcje
Korzeń

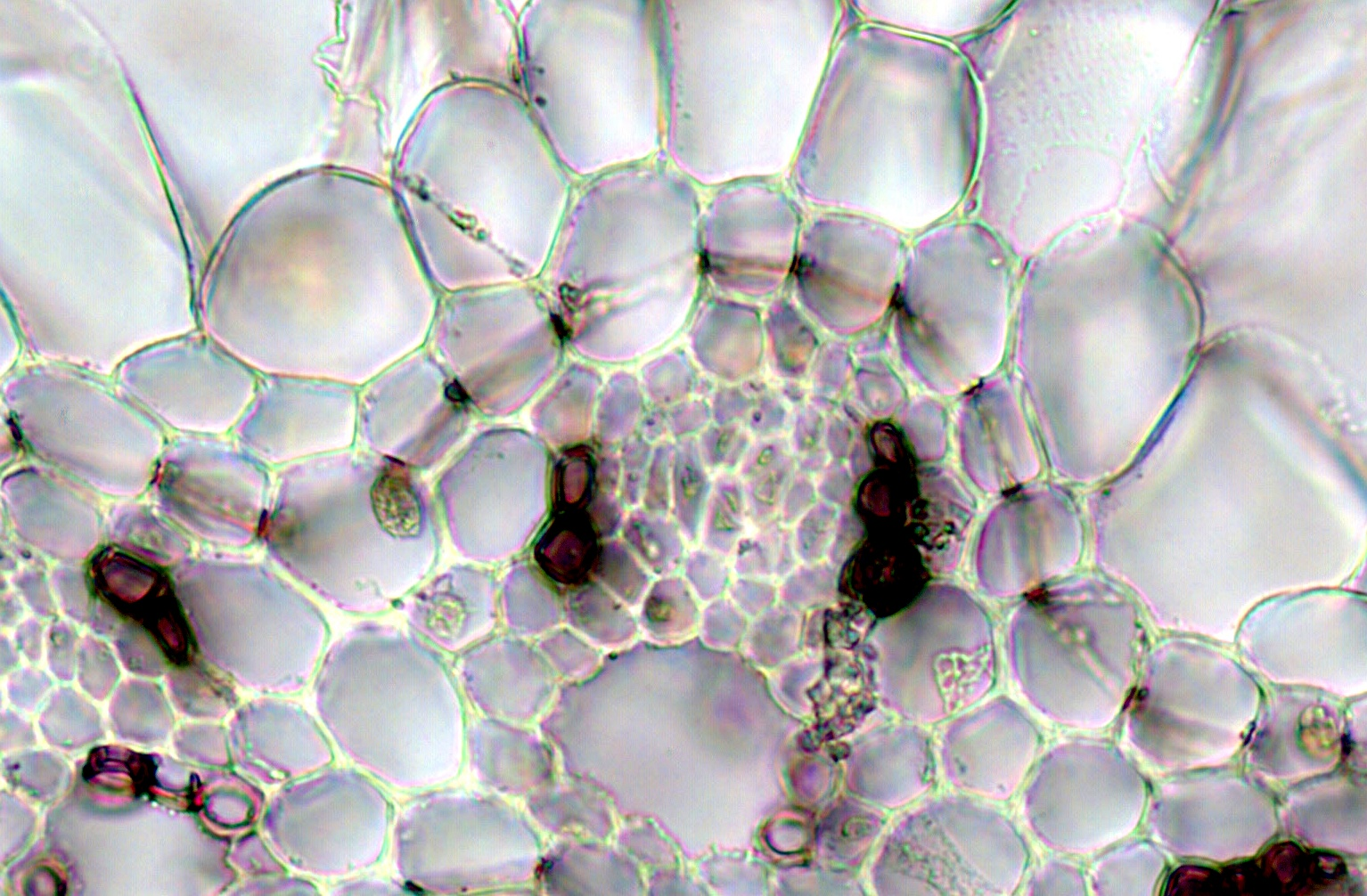
Endoderma z przechodzącymi przez jej komórki pasemkami Caspary'ego u Equisetum giganteum

Komórki endodermy mają liczne plazmodesmy w ścianach peryklinalnych, zwłaszcza w wewnętrznej. Natomiast w ścianach antyklinalnych w pierwszym stadium rozwoju endodermy w strefie włośnikowej korzeni, w ścianach komórkowych występują tzw. pasemka Caspary'ego. Pasemka te powodują wybiórczość endodermy i regulują przepływ wody do walca osiowego, uniemożliwiając jej dalszy transport apoplastem. W endodermie woda i rozpuszczone w niej sole mineralne przechodzą do cytoplazmy, czyli do symplastu, a następnie znowu do apoplastu po wewnętrznej stronie komórek z pasemkami Caspary'ego.
Powyżej strefy włośnikowej na powierzchni ściany pierwotnej komórek endodermy odkłada się suberyna, przez którą początkowo nadal przechodzą plazmodesmy. Jest to drugie stadium rozwoju endodermy i jednocześnie ostatnie u paprotników, a także u nagonasiennych i dwuliściennych, gdzie endoderma może pełnić przejściowo funkcję okrywającą, po obumarciu kory pierwotnej, a przed powstaniem perydermy.

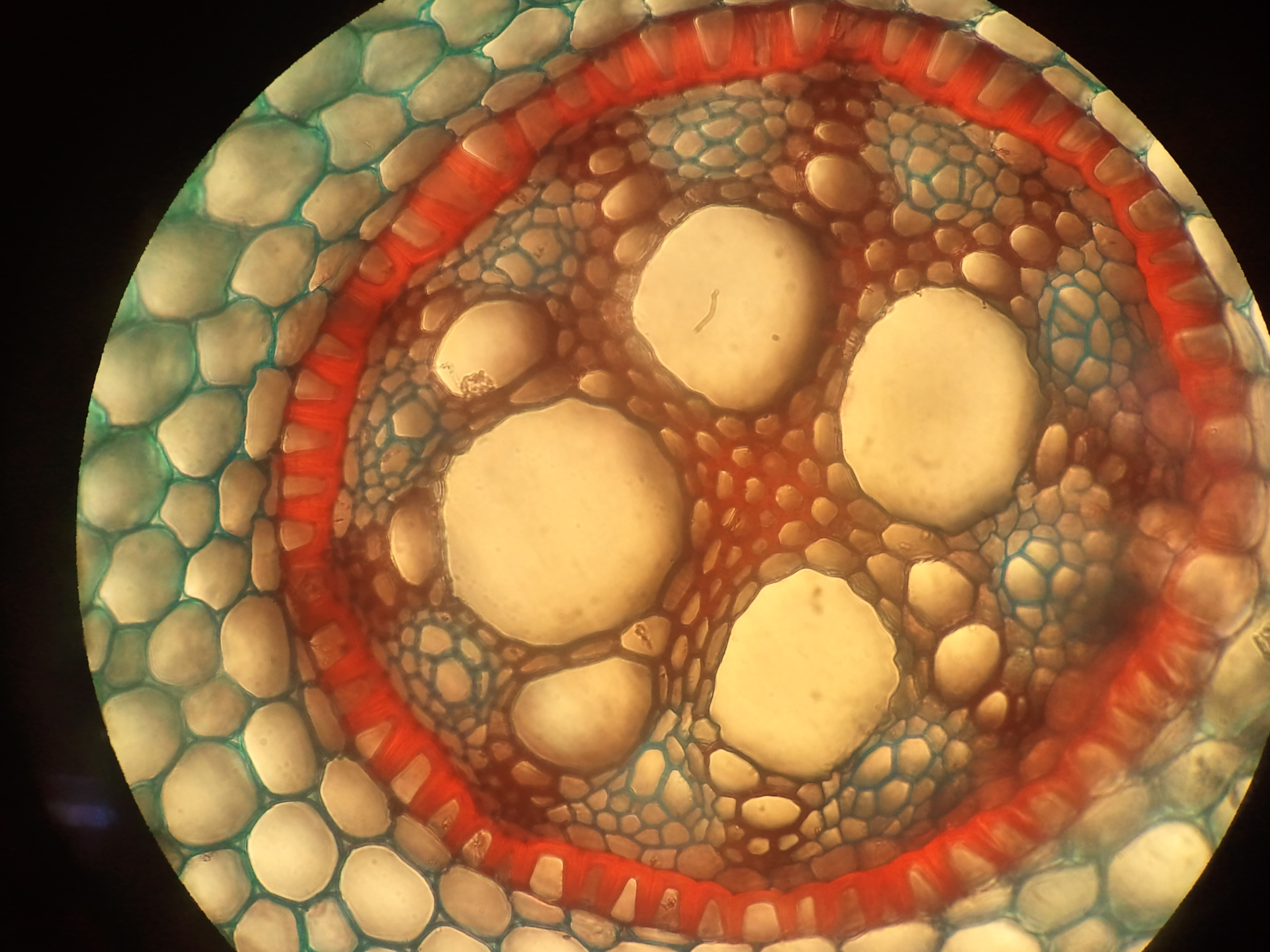
Pomarańczowo wybarwiona endoderma w korzeniu kosaćca bródkowego z komórkami U-kształtnymi

W starszych korzeniach u roślin jednoliściennych zgrubiałe są całe ściany antyklinalne i wewnętrzne. Ze względu na charakterystyczny kształt przekroju, komórki te nazywane są U-kształtnymi. korkowacenie i drewnienie powodują stopniowe obumieranie komórek. Między komórkami U-kształtnymi znajdują się komórki cienkościenne, funkcjonujące jako tzw. komórki przepustowe. Są one położone na zewnątrz od pasm ksylemu w walcu osiowym, co umożliwia przepływanie wody do naczyń. Natomiast martwe komórki U-kształtne całkowicie izolują korę pierwotną od pasm floemu, co chroni tę tkankę przed wnikaniem patogenów.
Łodyga
W łodygach roślin jednoliściennych brak endodermy. 
U dwuliściennych w młodych łodygach endoderma występuje w postaci tzw. pochwy skrobiowej - warstwy komórek, zawierających duże ziarna skrobi. Po zakończeniu wzrostu pochwa skrobiowa może zaniknąć. Typowa endoderma z pasemkami Caspary'ego występuje tylko w podziemnych i przyziemnych, etiolowanych częściach łodyg.
W łodydze widliczki komórki endodermy wokół każdej merysteli, otoczone pasemkami Caspary'ego, stopniowo rozklejają się i rozsuwają stopniowo, w miarę wzrostu łodygi. Komórki rosną w kierunku radialnym, czasem dzieląc się stycznie, i tworzą tzw. trabekule endodermalne, rzadko rozmieszczone wokół każdej merysteli. U skrzypów endoderma jest wyraźna - albo otacza walec osiowy (np. skrzyp polny), albo oddzielnie każdą wiązkę przewodzącą (np. skrzyp bagienny). 
Liść
W liściach paprotników i roślin nasiennych endoderma z pasemkami Caspary'ego może tworzyć pochwę, otaczającą wiązki przewodzące.